# Ідеальний палац Фердінанда Шеваля

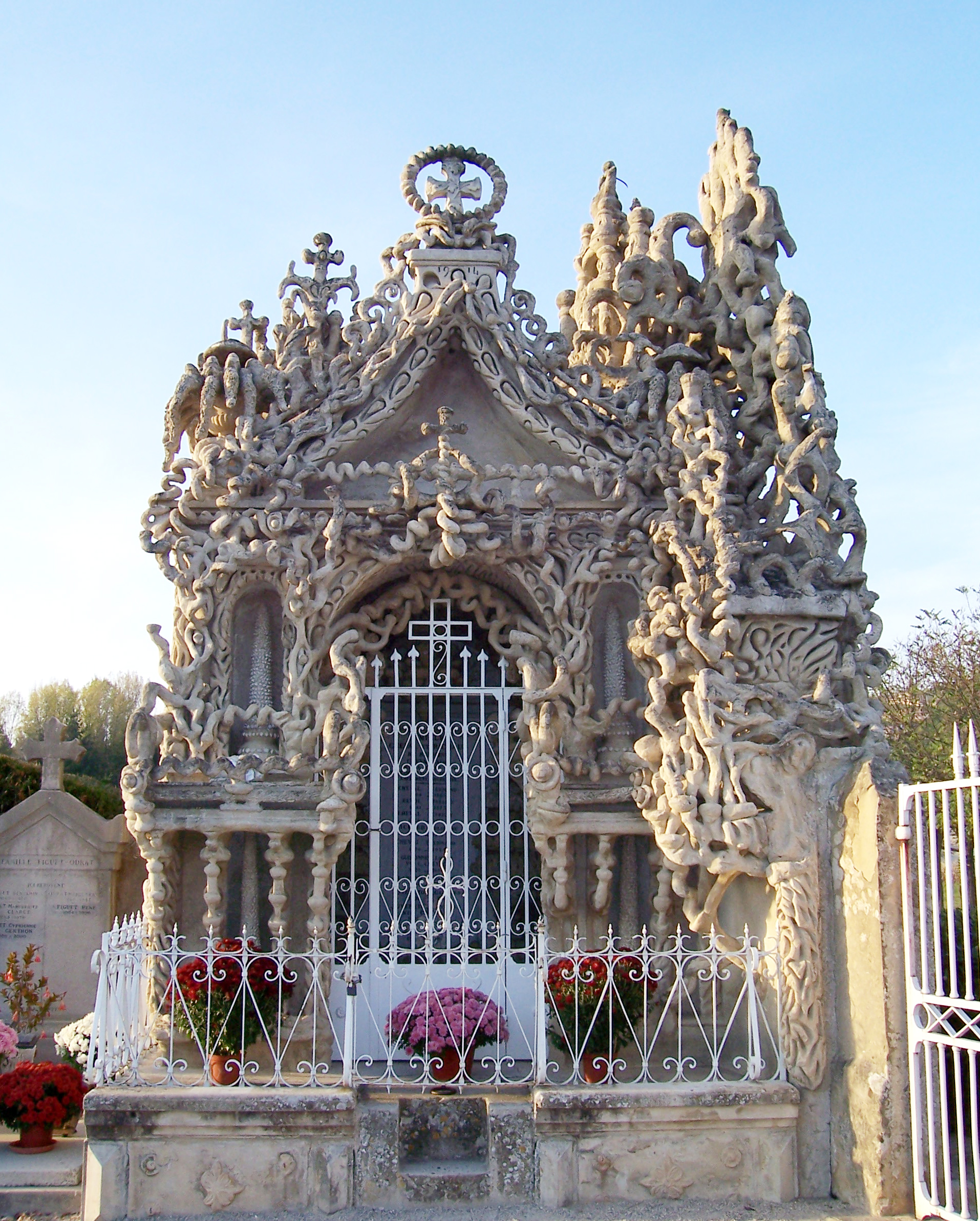
Усипальниця мовчання

Ідеа́льний пала́ц Фердіна́нда Шева́ля (фр. Le Palais Idéal) – палац, побудований листоношею Фердінандом Шевалем. Знаходиться у департаменті Дром, містечку Отерів, недалеко від Ліона.

## Історія створення
Шеваль почав будівництво у квітні 1879 р., коли йому було 43 роки. Під час роботи листоношею у нього виникали видіння чарівних палаців. Деякі вважають це наслідком спеки, деякі бачать причину в безмежній фантазії Фердінанда. Француз стверджував, що одного дня спіткнувся об камінь, і його форма стала натхненням. Цей камінь він назвав каменем спотикання. Наступного дня, коли Фердінанд проходив через це місце, він побачив каміння ще красивіші від першого. Француз почав збирати каміння. Кожен день листоноша проходив близько 30 кілометрів, мріючи створити палац. Він хотів побудувати ідеальний палац з гротами і печерами, в якому об’єднаються всі найкращі досягнення цивілізації. Протягом 33 років він збирав каміння. Спочатку француз носив будівельний матеріал у кишенях, потім використовував кошик, а потім купив візок. Він підбирав каміння постійно, паралельно з роботою на пошті. Околиці, якими ходив Фердінанд, раніше були дном стародавнього моря, тому тут залишилось безліч гарних камінців.
Фердінанд Шеваль був вихідцем з селян і не мав художньої освіти. Але коли він задумав будувати палац, став вивчати архітектуру різних країн та епох. Також він читав журнал Le Magazin Pittoresque, де було описано практичний бік справи.
У 1888 р., коли Шеваль вийшов на пенсію, він зайнявся зведенням дивного замку з того каміння, яке вдалось назбирати.

## Архітектурні особливості
Якщо рахувати з моменту першого камінця, підібраного Фердінандом, будівництво палацу розпочалося у 1879 р., закінчилося - в 1912 р. На стінах висічені численні вислови і девізи Шеваля. Наприклад, «1879-1912, 10000 днів, 93000 годин, 33 роки важкої праці. Хто думає, що може краще - хай спробує».
Фердінанд Шеваль зводив палац один. Часто він працював ночами, при світлі гасової лампи, а спав на вулиці чи у сільській коморі.
Перші двадцять років Шеваль будував фасад – зовнішню стіну, або Храм природи, як він його називав. Еволюція будівництва полягає у переході від органічності з пишною рослинністю навколо печер та ніш до величних симетричних фасадів.

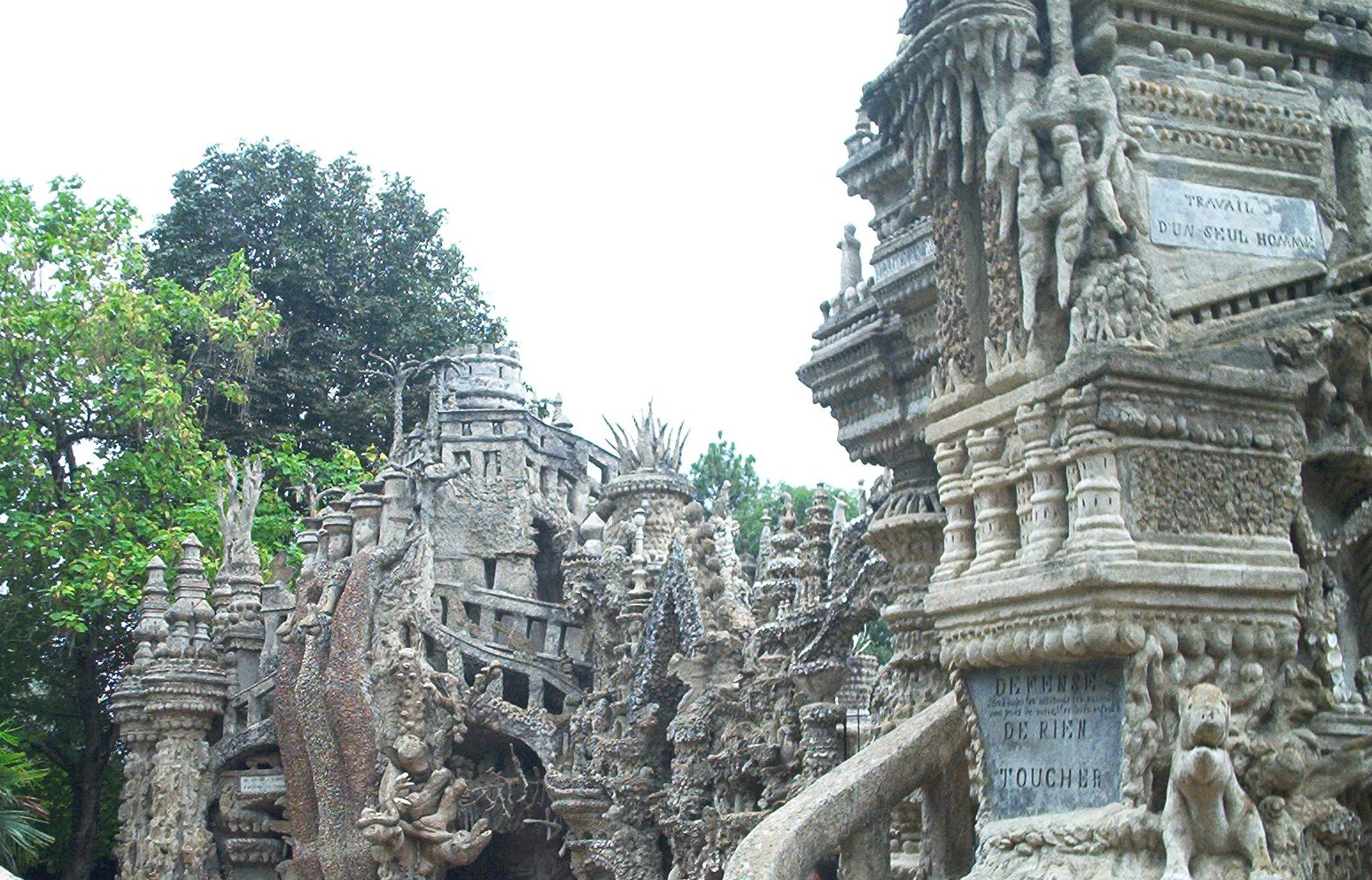
Ідеальний Палац

Спочатку листоноша побудував декілька стін у формі каскадів: Джерело життя (1879 – 1881 рр.), Джерело мудрості (1881 – 1884 рр.). Після цього архітектор робить великий храм з симетричним фасадом і колонами у вигляді єгипетських пам’ятників. Саме цей ансамбль став Храмом природи. З 1891 р. листоноша будує індуїстський храм з дикими тваринами та екзотичною флорою. Тут з’являються три гіганти: Цезар, Архімед та Верцингеторікс. Фасад з західного боку прикрашений мініатюрною архітектурою. Звідси є доступ до галереї всередині. Вище побудовано велику терасу на 23 метри (майже по всій довжині палацу), на яку можна піднятись по сходах. З північного боку є печери та скульптури оленів, пеліканів та крокодилів. Південь Шеваль вирішив залишити взагалі без прикрас.
В Ідеальному Палаці відчувається вплив Близького Сходу з Китаєм і Алжиром, біблійної і індуської міфології, архітектури Антоніо Гауді. У результаті Ідеальний Палац – це суміш семи різних стилів.
Ця будова має розміри середнього будинку. 26 метрів в довжину, 14 - в ширину в найширшому місці і від 8 до 10 м у висоту, має 2 поверхи. Жити в ньому не можна. Побудований палац з дроту, цементу і каміння. Каміння кріпилося вапном, будівельною сумішшю та цементом. Будова має красиві і концептуальні фасади з різними фігурами, цікава обробка проходів і галерей.
Зовні палац оточений сходами, прикрашений баштами та фонтанами. Тут дуже багато скульптур: єгипетські боги, католицькі святі, зображення пілігримів та звірів. Всередині – довгі переходи з мозаїкою з черепашок та святилищами. Також там є мечеть, храм Діви Марії. Можна побачити швейцарське шале, Індійський храм, середньовічне шато і Білий дім, багато фігур людей і тварин, представлена навіть історія Адама і Єви. Подекуди фігури були на передньому плані, в повітря здіймалися різноманітні прикраси, особливо ефектно виглядали вони вночі. З каменів і черепашок зроблені «люстри».
Палац поступово зростав, нічим не нагадуючи регулярну європейську архітектуру. Його форми споріднені природним: здається, що для Шеваля не було нічого неможливого, настільки вільно він включає в композицію фантастичні деталі.  Автор наче був знайомий з індійськими храмами, настільки вражаючі пропорції колон і скульптур.
На всіх стінах палацу Фердінанда Шеваля були розміщені написи - вислови Будди і Христа. Також замок має безліч ходів і виходів, але зсередини є всього одне приміщення, яке Фердінанд використовував як сарай для інструментів.
У підвалах палацу Фердінанд збудував два склепи - для дружини і для себе, бо мріяв бути похованим тут. Але французький закон цього не дозволяв, бо кремація ще не стала звичною. Тоді Фердінанд Шеваль викупив ділянку землі на кладовищі. Наступні сім років свого життя листоноша будував там власний мавзолей, схожий на Ідеальний Палац. Тут його і поховали у 1924 р., у віці 88 років.
Ідеальний Палац часто називають першою наївною архітектурою, але Шеваль просто був вірний собі і повністю присвятив себе справі мистецтва.

## Визнання
Спочатку сусіди вважали Фердінанда Шеваля божевільним. Але в процесі будівництва йому вдалося залучити до свого проекту увагу художника-сюрреаліста Андре Бретона. Поступово люди стали змінювати свою думку щодо архітектора, приходили, милувалися, навіть допомагали на будівництві.
Врешті про Шеваля заговорили як про генія. Деякі бачили в Ідеальному Палаці храми Ангкора, печери, мистецтво Гауді, сучасну скульптуру, декор Жоржа Мельєса, замок Нойшванштайн, творіння з цукру та підводний морський пейзаж.
Ще за життя Шеваля його палац визнали пам’яткою архітектури. В останні роки життя листоноші до цікавої будівлі стали з'їжджатися туристи. Фердінанд Шеваль охоче показував і розповідав про своє творіння, не забуваючи продавати квитки, правда, дуже дешеві. Фердінанд дуже дбав про те, щоб палац не перетворився на «місцеву визначну пам'ятку». Він хотів, щоб про нього довідалося якомога більше людей.
23 вересня 1969 р. міністр зі справ культури Франції Едмон Мішле підписав наказ  про надання Ідеальному Палацу офіційного статусу історичного пам'ятника. Цьому рішенню сприяли зусилля видатних діячів французької та світової культури, в тому числі Пабло Пікассо. Палац було взято під захист держави. Тим часом саме попередник Мішле Андре Мальро називав Палац «єдиним представником наївної архітектури».
Шеваль надихнув Чака Паланіка на роман «Choke», де персонаж Денні збирає колекцію каміння, аби побудувати будинок своєї мрії. Палац також надихнув на створення архітектурних пам’яток Роберта Татена, Фриденсрайха Хундертвассера та Нікі де Сен-Фаля.
У 1986 р. фотографію колишнього листоноші Фердінанда Шеваля розмістили на французькій поштовій марці.
Ідеальний Палац Фердінанда Шеваля відкритий для відвідувачів щодня, крім Різдва і Нового року.